# Milano-Sanremo 1947
La Milano-Sanremo 1947, trentottesima edizione della corsa, fu disputata il 19 marzo 1947, per un percorso totale di 285 km. Fu vinta dall'italiano Gino Bartali, giunto al traguardo con il tempo di 8h33'00" alla media di 33,333 km/h davanti ai connazionali Ezio Cecchi e Sergio Maggini.
I ciclisti che partirono da Milano furono 132; coloro che tagliarono il traguardo a Sanremo furono 39.

## Ordine d'arrivo (Top 10)
| Pos. | Corridore       | Squadra          | Tempo    |
| ---- | --------------- | ---------------- | -------- |
| 1    | Gino Bartali    | Legnano          | 8h33'00" |
| 2    | Ezio Cecchi     | Welter           | a 3'57"  |
| 3    | Sergio Maggini  | Benotto          | a 9'00"  |
| 4    | Luciano Maggini | Benotto          | s.t.     |
| 5    | Osvaldo Bailo   | Welter           | s.t.     |
| 6    | Olimpio Bizzi   | Viscontea        | s.t.     |
| 7    | Fiorenzo Magni  | Viscontea        | s.t.     |
| 8    | Vito Ortelli    | Benotto          | s.t.     |
| 9    | Albert Sercu    | Arbos            | a 15'00" |
| 10   | Giordano Cottur | Wilier-Triestina | s.t.     |